# Bateria de titanat de liti
La bateria de titanat de liti o òxid de liti-titani (LTO) és un tipus de bateria recarregable que té l'avantatge de ser més ràpida de carregar que altres bateries de ions de liti, però el desavantatge és una densitat d'energia molt menor.

## Usos
Les bateries de titanat s'utilitzen en certes versions només japoneses del vehicle elèctric i-MiEV de Mitsubishi, així com a la bicicleta elèctrica EV-neo i el Fit EV de Honda. També s'utilitzen al prototip d'autobús elèctric Tosa. A causa de l'alt nivell de seguretat i capacitat de recàrrega de la bateria, les bateries LTO s'utilitzen en aplicacions d'àudio per a cotxes, així com en dispositius mèdics mòbils.
Segons un article de Weatherflow Co., l'estació meteorològica Tempest conté 1300 Bateria LTO de mAh, carregada mitjançant quatre panells solars, que requereix "almenys 4 hores de llum solar adequada cada dues setmanes".
El termòmetre predictiu de combustió es descriu com si utilitzés una bateria LTO. Segons Combustion Inc., això li permet sobreviure amb seguretat a temperatures de fins a 105 °C (221 °F) dins dels forns.

## Química
Una bateria de titanat de liti és una bateria d'ions de liti modificada que utilitza nanocristalls de titanat de liti, en lloc de carboni, a la superfície del seu ànode. Això dóna a l'ànode una superfície d'uns 100 metres quadrats per gram, en comparació amb els 3 metres quadrats per gram del carboni, cosa que permet que els electrons entrin i surtin de l'ànode ràpidament. A més, el potencial redox de la intercalació de Li+ en òxids de titani és més positiu que el de la intercalació de Li+ en grafit. Això fa que la càrrega ràpida (corrent de càrrega més alt) sigui molt més segura en el cas del titanat que en el cas del carboni, ja que és menys probable que es formin dendrites de liti en el primer cas. Les cel·les de titanat de liti duren entre 6000 i 30000 cicles de càrrega; és possible un cicle de vida d'uns 1000 cicles abans d'arribar al 80% de capacitat quan es carreguen i es descarreguen a 55 °C (131 °F), en lloc dels 25 °C (77 °F) estàndard.
Un desavantatge de les bateries de titanat de liti és el seu voltatge inherent més baix (2,4 V), cosa que comporta una energia específica més baixa (aproximadament 30–110 Wh/kg  ) que les tecnologies convencionals de bateries de liti-ió, que tenen un voltatge inherent de 3,7 V. Tanmateix, algunes bateries de titanat de liti tenen una densitat d'energia volumètrica de fins a 177 Pes/L